# Ema Boateng
Emmanuel Agyenim "Ema" Boateng, född den 17 januari 1994 i Accra, är en ghanansk professionell fotbollsspelare som spelar för San Diego FC.

## Karriär

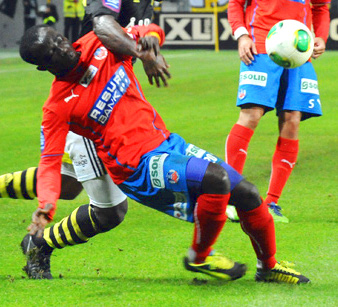
Boateng i Helsingborgs dräkt 2013.

Sommaren 2013 bjöd Helsingborg in Boateng, som då var 19 år och pluggade i USA, och han gjorde tillräckligt gott intryck för att erbjudas ett kontrakt över 3,5 år, vilket han accepterade. Efter två och en halv säsong, där han spelade 37 matcher i Allsvenskan och gjorde fyra mål, såldes Boateng till Los Angeles Galaxy i Major League Soccer (MLS) i januari 2016.
Efter 2018 års säsong gick Boatengs kontrakt med Galaxy ut, men han skrev på för klubben igen. I augusti 2019 gick han till DC United och ett år senare till Columbus Crew i en bytesaffär där Axel Sjöberg gick i motsatt riktning.
I januari 2021 värvades Boateng av New England Revolution. I januari 2025 gick han till San Diego FC.